# Gmina związkowa Goldene Aue
Gmina związkowa Goldene Aue (niem. Verbandsgemeinde Goldene Aue) – gmina związkowa w Niemczech, w kraju związkowym Saksonia-Anhalt, w powiecie Mansfeld-Südharz. Siedziba gminy związkowej znajduje się w mieście Kelbra (Kyffhäuser).
Gmina związkowa zrzesza pięć gmin, w tym jedno miasto oraz cztery gminy wiejskie: 
- Berga
- Brücken-Hackpfüffel
- Edersleben
- Kelbra (Kyffhäuser)
- Wallhausen